# Nasser Soumi
Pour la ville ukrainienne, voir Soumi.
 (janvier 2021).
Nasser Soumi, artiste plasticien palestinien naturalisé français, est né en 1948 à Silat ad-Dhahr.

## Biographie
Après avoir étudié à la Faculté des Beaux-arts de l'Université de Damas à Damas, Syrie, entre 1971 et 1977, il suit ses études aux Beaux-Arts de Paris entre 1980 et 1982.
Il a eu un grand nombre d’expositions personnelles dans de nombreux pays comprenant la France, l’Italie, la Pologne, le Liban, l’Égypte, la Jordanie, la Palestine, les Émirats arabes unis, et l'Inde. Il a également participé à un nombre non négligeable d'expositions collectives, notamment au Musée de Tokyo, le Musée national de Madrid, et l’Institut du Monde Arabe à Paris, en plus des spectacles en Espagne, Portugal, Belgique, Norvège, Allemagne, Autriche, Russie, Suisse, Palestine, le Koweït, le Maroc et l'Irak.
Soumi est un peintre mais également et surtout un artiste d'installation. Il transforme de divers matériaux ordinaires en œuvres d'art. Son travail consiste en un assemblage « d'objets éclectiques et manufacturés ». Son utilisation des différents tons de la couleur bleu indigo évoque la mer Méditerranée et donne une impression de la navigation et de mouvement nomade vers une terre lointaine.
Le critique d'art français Michel Nuridsany décrit en 1993 le courant créé par l'artiste palestinien autour de l'indigo : 

« œuvres métisses faites de bois percé, scié, collé, de petits moteurs qui actionnent des tourniquets bizarres et des hélices, des bouts de bois récoltés sur la plage, blanchis, corrodés par le sel marin, usés par le roulis des vagues, des ficelles échevelées ou tendues entre les montant d'une scie comme les cordes d'une lyre, des ficelles ligotant des pierres, des os. L'indigo grime, effleure, recouvre les surfaces planes, les arrondis lisses, des petits creux, des excroissances. Présence lumineuse. Présence grave et lente. Matière somptueuse. Couleur royale plus que le bleu roi. »

Parmi les projets les plus récents de l'artiste, Soumi a pris part au Symposium international sur les teintures naturelles qui ont eu lieu à Hyderabad, en Inde, en novembre 2006, à l'initiative de l'UNESCO en partenariat avec le Conseil de l'artisanat de l'Inde. Le Symposium a réuni quelque 700 chercheurs, artisans, promoteurs d'artisanat et des représentants des organisations non gouvernementales de 57 pays.
Pour cet événement, il a créé une structure monumentale (20 mètres de diamètre et neuf mètres de haut) sur laquelle une performance a eu lieu, inspirée par le travail des teinturiers d'indigo naturel. Mis en musique douce et mélodieuse orchestrée par des membres de la Fondation Isha (danseurs drapés dans des tissus teints d’indigo), cette création illustre la formation de la vie dès le stade du cocon et sa transformation en une célébration de l'utilisation de l'indigo. La combinaison de différentes teintes et nuances de tissu avec parfois ne serait-ce qu’un soupçon d'indigo, apparaît de temps à autre afin de créer un ensemble de divers mouvements et motifs, tout en maintenant l’attention soutenue du public.